# Lars Bender
Lars Bender (født d. 27. april 1989) er en tysk tidligere professionel fodboldspiller, som spillede som midtbanespiller eller forsvarsspiller i sin karriere. Han arbejder i dag som assistenttræner for Tysklands U/15-landshold.

## Baggrund
Lars Benders tvillingebror Sven Bender var også professionel fodboldspiller, og de spillede sammen hos både 1860 München og Bayer Leverkusen.

## Klubkarriere

### 1860 München
Bender begyndte sin karriere hos 1860 München, hvor han gjorde sin professionelle debut i 2006.

### Bayer Leverkusen
Bender skiftede i august 2009 til Bayer Leverkusen. Efter at have været brugt hovedsageligt som rotationsspiller, så havde han sit store gennembrud i 2011-12 sæsonen, hvor han begyndte at spiller som fast mand.
Efter at Simon Rolfes gik på pension i 2015, blev Bender gjort til Leverkusens nye anfører. Dette ville dog blive starten på en række svære sæsoner for Bender, da han over de næste sæsoner var især skadesplaget, som begrænsede hans spilletid. I september 2020 valgte han at overrække anførerrollen til Charles Aránguiz som resultat af skaderne.
Begge Bender brødre valgte at gå på pension efter 2020-21 sæsonen.

## Landsholdskarriere

### Ungdomslandshold
Bender har repræsenteret Tyskland på flere ungdomsniveauer. Han var del af Tysklands U/19-trup som vandt U/19-Europamesterskabet i 2008.

### Olympiske fodboldhold
Bender var del af Tysklands trup OL i 2016, hvor at Tyskland vandt sølv.

### Seniorlandshold
Bender debuterede for Tysklands landshold den 6. september 2011. Han var del af Tysklands trup til EM 2012.

## Trænerkarriere
Bender begyndte sin trænerkarriere i juli 2022, da det blev annonceret at han ville blive assistenttræner for Tysklands U/15-landshold.

## Titler
Tyskland U/19
- U/19-Europamesterskabet: 1 (2008)

Tyskland U/23
- Sommer-OL 2016: Sølvmedalje